# Frank Borzage
Frank Borzage, pseudonimo di Francesco Borzaga (Salt Lake City, 23 aprile 1894 – Los Angeles, 19 giugno 1962), è stato un regista, attore e produttore cinematografico statunitense di origine italiana, vincitore di due premi Oscar.

## Biografia
Di padre trentino (Luigi Borzaga, nato a Ronzone, nel Trentino) e madre svizzera (Maria Ruegg), Borzage – il cui vero cognome era Borzaga – era il quarto di 14 figli. Terminate le scuole elementari, andò a lavorare con il padre in una miniera d'argento. Successivamente lasciò la città natale per unirsi ad alcune compagnie teatrali. Dopo aver lavorato come attore teatrale, raggiunse Hollywood dove iniziò a lavorare nell'industria del cinema, allora nascente. Esordì come attore nel 1912 interpretando ruoli di cowboy; nel 1916 si cimentò per la prima volta come regista girando alcuni western.

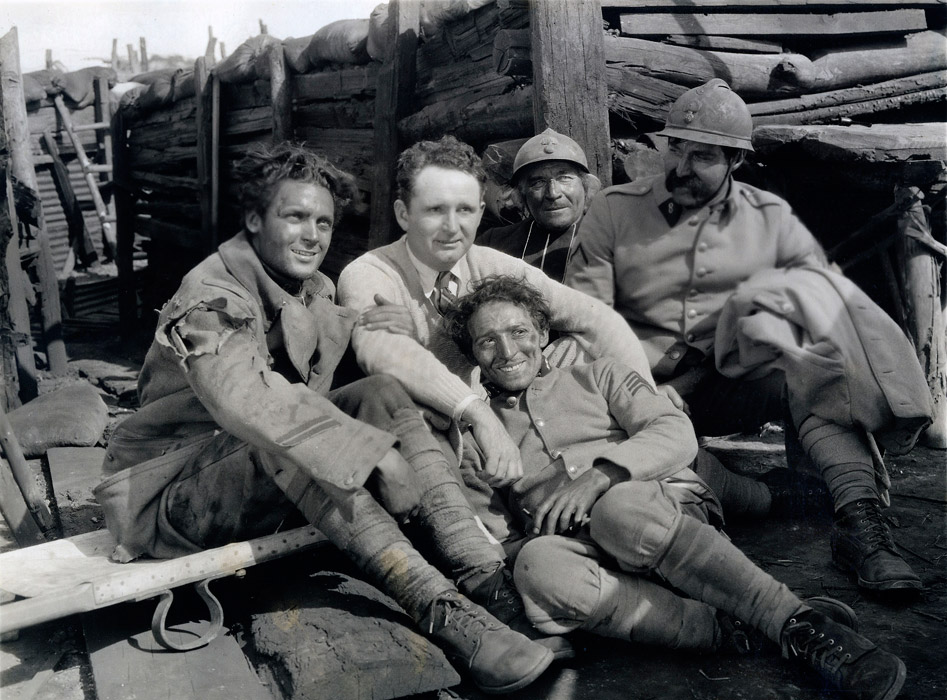
Frank Borzage (al centro) nel 1927 sul set di Settimo cielo.

Fra i suoi film più significativi si annoverano Humoresque (1920) suo primo lavoro come regista, Secrets (1924) con Norma Talmadge, Settimo cielo (1927), con Janet Gaynor e Charles Farrell, che fu uno dei suoi maggiori successi e gli fece vincere un Premio Oscar per la miglior regia di un film drammatico; con gli stessi protagonisti L'angelo della strada (1928) e La stella della fortuna (1929). Nel 1932 otterrà un altro Oscar per la regia di Bad Girl.
Notevoli anche Il fiume (1929), Addio alle armi (1932) con Gary Cooper e Helen Hayes, prima versione del romanzo di Ernest Hemingway (la seconda fu diretta da Charles Vidor nel 1957, con Rock Hudson e Jennifer Jones), Vicino alle stelle (1932), I ragazzi della via Pal (1933), dal romanzo di Ferenc Molnár, E adesso, pover'uomo? (1934), dall'omonimo romanzo di Hans Fallada, La grande città (1937) con Spencer Tracy e Luise Rainer, La donna che voglio (1938) in cui Tracy ebbe accanto Joan Crawford.
Dopo il 1940, la separazione dalla moglie, rilevanti problemi con l'alcol e una fervente svolta religiosa lo portarono a rallentare molto la sua fino ad allora intensa produzione e a perdere il favore della critica.

## Filmografia

### Regista
- The Mystery of Yellow Aster Mine – cortometraggio (1913)
- The Pitch o' Chance – cortometraggio (1915)
- Life's Harmony – cortometraggio (1916)
- The Silken Spider – cortometraggio (1916)
- The Code of Honor – cortometraggio (1916)
- Two Bits, co-regia di Tom Chatterton – cortometraggio (1916)
- A Flickering Light – cortometraggio (1916)
- Unlucky Luke – cortometraggio (1916)
- Jack – cortometraggio (1916)
- The Pilgrim – cortometraggio (1916)
- The Demon of Fear – cortometraggio (1916)
- The Quicksands of Deceit – cortometraggio (1916)
- Nugget Jim's Pardner – cortometraggio (1916)
- That Gal of Burke's – cortometraggio (1916)
- The Courtin' of Calliope Clew – cortometraggio (1916)
- Nell Dale's Men Folks – cortometraggio (1916)
- The Forgotten Prayer – cortometraggio (1916)
- Matchin' Jim – cortometraggio (1916)
- Land o' Lizards (1916)
- Immediate Lee (1916)
- The Pride and the Man (1916)
- Dollars of Dross (1916)
- Flying Colors (1917)
- Until They Get Me (1917)
- The Gun Woman (1918)
- The Curse of Iku (1918)
- The Shoes That Danced (1918)
- Innocent's Progress (1918)
- Society for Sale (1918)
- An Honest Man (1918)
- Who Is to Blame? (1918)
- The Ghost Flower (1918)
- The Atom (1918)
- Toton the Apache (1919)
- Whom the Gods Would Destroy (1919)
- Prudence on Broadway (1919)
- Humoresque (1920)
- The Duke of Chimney Butte (1921)
- Get-Rich-Quick Wallingford (1921)
- Back Pay (1922)
- Billy Jim (1922)
- The Good Provider (1922)
- The Valley of Silent Men (1922)
- The Pride of Palomar (1922)
- The Nth Commandment (1923)
- Children of the Dust (1923)
- The Age of Desire (1923)
- Secrets (1924)
- Lady, una vera signora (The Lady) (1924)
- Il babbo andò a Parigi (Daddy's Gone A'Hunting) (1925)
- The Circle (1925)
- Lazybones (1925)
- Wages for Wives (1925)
- The First Year (1926)
- The Dixie Merchant (1926)
- Early to Wed (1926)
- Per suo figlio (Marriage License?) (1926)
- Settimo cielo (Seventh Heaven) (1927)
- L'angelo della strada (Street Angel) (1928)
- Il fiume (The River) (1929)
- La stella della fortuna (Lucky star) (1929)
- They Had to See Paris (1929)
- Il canto del mio cuore (Song o' My Heart) (1930)
- La leggenda di Liliom (Liliom) (1930)
- Fiamme di gelosia (Doctors' Wives) (1931)
- Young as You Feel (1931)
- Bad Girl (1931)
- After Tomorrow (1932)
- Young America (1932)
- Addio alle armi (A Farewell to Arms) (1932)
- Segreti (Secrets) (1933)
- Vicino alle stelle (Man's Castle) (1933)
- I ragazzi della via Paal (No Greater Glory) (1934)
- E adesso pover'uomo? (Little Man, What Now?) (1934)
- Passeggiata d'amore (Flirtation Walk) (1934)
- Living on Velvet (1935)
- Il ponte (Stranded) (1935)
- L'ammiraglio (Shipmates Forever) (1935)
- Desiderio (Desire) (1936)
- Hearts Divided (1936)
- La luce verde (Green Light) (1937)
- L'uomo che amo (History Is Made at Night) (1937)
- La grande città (Big City) (1937)
- La donna che voglio (Mannequin) (1937)
- Tre camerati (Three Comrades) (1938)
- Ossessione del passato (The Shining Hour) (1938)
- Passaggio conteso (Disputed Passage) (1938)
- Questa donna è mia (I Take This Woman) (1940)[1]
- L'isola del diavolo (Strange Cargo) (1940)
- Bufera mortale (The Mortal Storm) (1940)
- Ritorna se mi ami (Flight Command) (1940)
- Terra selvaggia (Billy the Kid) (1941)[1]
- Catene del passato (Smilin' Through) (1941)
- The Vanishing Virginian (1942)
- 7 ragazze innamorate (Seven Sweethearts) (1942)
- La taverna delle stelle (Stage Door Canteen) (1943)
- Le conseguenze di un bacio (His Butler's Sister) (1943)
- L'estrema rinuncia (Till We Meet Again) (1944)
- Nel mar dei Caraibi (The Spanish Main) (1945)
- La magnifica bambola (Magnificent Doll) (1946)
- Non ti appartengo più (I've Always Loved You) (1946)
- Questo è il mio uomo (That's My Man) (1947)
- La luna sorge (Moonrise) (1948)
- Bambola cinese (China Doll) (1958)
- Il grande pescatore (The Big Fisherman) (1959)
- Antinea, l'amante della città sepolta (1961)

### Attore
- On Secret Service, regia di Thomas H. Ince – cortometraggio (1912)
- When Lee Surrenders, regia di Thomas H. Ince – cortometraggio (1912)
- Blood Will Tell, regia di Walter Edwards – cortometraggio (1912)
- The Pride of the South, regia di Burton L. King – cortometraggio (1913)
- The Drummer of the 8th, regia di Thomas H. Ince – cortometraggio (1913)
- The Battle of Gettysburg, regia di Charles Giblyn e Thomas H. Ince (1913)[1]
- A Dixie Mother, regia di Jay Hunt – cortometraggio (1913)
- Dead Man's Shoes, regia di Wallace Reid – cortometraggio (1913)
- Granddad, regia di Thomas H. Ince – cortometraggio (1913)
- When the Prince Arrived, regia di Robert Z. Leonard – cortometraggio (1913)
- The Mystery of Yellow Aster Mine, regia di Frank Borzage – cortometraggio (1913)
- A Woman's Stratagem, regista sconosciuto – cortometraggio (1913)
- The Gratitude of Wanda, regia di Wallace Reid – cortometraggio (1913)
- In the Toils, regia di George Terwilliger – cortometraggio (1913)
- Silent Heroes, regia di Jay Hunt – cortometraggio (1913)
- Loaded Dice, regia di Burton L. King – cortometraggio (1913)
- The War Correspondent, regia di Jay Hunt – cortometraggio (1913)
- Days of '49, regia di Thomas H. Ince – cortometraggio (1913)
- Retribution, regia di Wallace Reid e Willis Robards – cortometraggio (1913)
- A Cracksman Santa Claus, regia di Willis Robards – cortometraggio (1913)
- A Hopi Legend, regia di Wallace Reid – cortometraggio (1913)
- The Wheel of Life, regia di Wallace Reid – cortometraggio (1914)
- A New England Idyl, regia di Walter Edwards – cortometraggio (1914)
- A Romance of the Sea, regia di Walter Edwards – cortometraggio (1914)
- A Flash in the Dark, regia di Wallace Reid – cortometraggio (1914)
- Desert Gold, regia di Scott Sidney – cortometraggio (1914)
- The Silent Messenger, regia di Charles Giblyn – cortometraggio (1914)
- The Geisha, regia di Raymond B. West – cortometraggio (1914)
- Samson, regia di J. Farrell MacDonald (1914)[1]
- The Ambassador's Envoy, regia di Reginald Barker – cortometraggio (1914)
- Love's Western Flight, regia di Wallace Reid – cortometraggio (1914)
- The Wrath of the Gods, regia di Reginald Barker (1914)
- A Tragedy of the Orient, regia di Reginald Barker – cortometraggio (1914)
- A Relic of Old Japan, regia di Reginald Barker – cortometraggio (1914)
- Claim Number Three, regista sconosciuto – cortometraggio (1914)
- A Romance of the Sawdust Ring, regia di Raymond B. West – cortometraggio (1914)
- Stacked Cards, regia di Thomas H. Ince e Scott Sidney – cortometraggio (1914)
- Parson Larkin's Wife, regia di Scott Sidney – cortometraggio (1914)
- The Right to Die, regia di Raymond B. West – cortometraggio (1914)
- The Typhoon, regia di Reginald Barker (1914)
- The Desperado, regia di Gilbert P. Hamilton – cortometraggio (1914)
- Nipped, regia di George Osborne – cortometraggio (1914)
- A Crook's Sweetheart, regia di Scott Sidney – cortometraggio (1914)
- A Romance of Old Holland, regia di Jay Hunt – cortometraggio (1914)
- The Panther, regia di Walter Edwards – cortometraggio (1914)
- In the Sage Brush Country, regia di William S. Hart – cortometraggio (1914)
- In the Land of the Otter, regia di Walter Edwards – cortometraggio (1915)
- The Girl Who Might Have Been, regia di Raymond B. West – cortometraggio (1915)
- The Mill by the Zuyder Zee, regia di Jay Hunt – cortometraggio (1915)
- In the Switch Tower, regia di Walter Edwards – cortometraggio (1915)
- The Fakir, regia di Walter Edwards – cortometraggio (1915)
- Molly of the Mountains, regia di Charles Swickard – cortometraggio (1915)
- The Disillusionment of Jane, regia di Jay Hunt – cortometraggio (1915)
- The Cup of Life, regia di Thomas H. Ince e Raymond B. West (1915)
- The Spark from the Embers, regia di Jay Hunt – cortometraggio (1915)
- Her Alibi, regia di Jay Hunt – cortometraggio (1915)
- The Scales of Justice, regia di Walter Edwards – cortometraggio (1915)
- The Tavern Keeper's Son, regia di Jay Hunt – cortometraggio (1915)
- The Secret of Lost River, regia di Jay Hunt – cortometraggio (1915)
- His Mother's Portrait, regia di Howard Hickman – cortometraggio (1915)
- Tools of Providence, regia di William S. Hart – cortometraggio (1915)[1]
- The Hammer, regia di Richard Stanton – cortometraggio (1915)
- Knight of the Trail, regia di William S. Hart – cortometraggio (1915)
- A Child of the Surf, regia di James Douglass – cortometraggio (1915)
- A Friend in Need, regia di James Douglass – cortometraggio (1915)
- Mixed Males, regia di James Douglass – cortometraggio (1915)
- Alias James, Chauffeur, regia di James Douglass – cortometraggio (1915)
- Touring with Tillie, regia di Archer MacMackin – cortometraggio (1915)
- One to the Minute, regia di John Francis Dillon – cortometraggio (1915)
- Her Adopted Father, regia di Archer MacMackin – cortometraggio (1915)
- Almost a Widow, regia di John Francis Dillon – cortometraggio (1915)
- Anita's Butterfly, regia di John Francis Dillon – cortometraggio (1915)
- Cupid Beats Father, regia di James Douglass – cortometraggio (1915)
- Making Over Father, regia di Archer MacMackin – cortometraggio (1915)
- Nobody's Home, regia di James Douglass – cortometraggio (1915)
- Aloha Oe, regia di Richard Stanton e Charles Swickard – cortometraggio (1915)
- Two Hearts and a Thief, regia di John Francis Dillon – cortometraggio (1915)
- The Clean-Up, regia di Charles Bartlett – cortometraggio (1915)
- The Pitch o' Chance, regia di Frank Borzage – cortometraggio (1915)
- The Cactus Blossom, regia di Tom Chatterton – cortometraggio (1916)
- Settled Out of Court, regia di Archer MacMackin – cortometraggio (1916)
- Mammy's Rose, regia di James Douglass – cortometraggio (1916)
- The Code of Honor, regia di Frank Borzage – cortometraggio (1916)
- Two Bits, regia di Frank Borzage e Tom Chatterton – cortometraggio (1916)
- The Awakening, regia di William Bertram – cortometraggio (1916)
- A Flickering Light, regia di Frank Borzage – cortometraggio (1916)
- Unlucky Luke, regia di Frank Borzage – cortometraggio (1916)
- Jack, regia di Frank Borzage – cortometraggio (1916)
- The Pilgrim, regia di Frank Borzage – cortometraggio (1916)
- The Demon of Fear, regia di Frank Borzage – cortometraggio (1916)
- Nugget Jim's Pardner, regia di Frank Borzage – cortometraggio (1916)
- That Gal of Burke's, regia di Frank Borzage – cortometraggio (1916)
- The Courtin' of Calliope Clew, regia di Frank Borzage – cortometraggio (1916)
- Nell Dale's Men Folks, regia di Frank Borzage – cortometraggio (1916)
- The Forgotten Prayer, regia di Frank Borzage – cortometraggio (1916)
- Intolerance, regia di David Wark Griffith (1916)[1]
- Matchin' Jim, regia di Frank Borzage – cortometraggio (1916)
- Land o' Lizards, regia di Frank Borzage (1916)
- Immediate Lee, regia di Frank Borzage (1916)
- The Pride and the Man, regia di Frank Borzage (1916)
- A School for Husbands, regia di George Melford (1917)
- A Mormon Maid, regia di Robert Z. Leonard (1917)
- Wee Lady Betty, regia di Charles Miller (1917)
- Flying Colors, regia di Frank Borzage (1917)[1]
- Fear Not, regia di Allen Holubar (1917)
- The Gun Woman, regia di Frank Borzage (1918)[1]
- The Curse of Iku, regia di Frank Borzage (1918)
- The Atom, regia di Frank Borzage (1918)
- Un solo grande amore (Jeanne Eagels), regia di George Sidney (1957)[1]

### Produttore
- The Nth Commandment, regia di Frank Borzage (1923)
- The Age of Desire, regia di Frank Borzage (1923)
- Il babbo andò a Parigi (Daddy's Gone A'Hunting), regia di Frank Borzage (1925)
- The Circle, regia di Frank Borzage (1925)
- Lazybones, regia di Frank Borzage (1925)
- Il canto del mio cuore (Song o' My Heart), regia di Frank Borzage (1930)
- Bad Girl, regia di Frank Borzage (1931)
- Young America, regia di Frank Borzage (1932)
- Addio alle armi (A Farewell to Arms), regia di Frank Borzage (1932)
- Vicino alle stelle (Man's Castle), regia di Frank Borzage (1933)
- I ragazzi della via Paal (No Greater Glory), regia di Frank Borzage (1934)
- Passeggiata d'amore (Flirtation Walk), regia di Frank Borzage (1934)
- Living on Velvet, regia di Frank Borzage (1935)[1]
- Il ponte (Stranded), regia di Frank Borzage (1935)
- L'ammiraglio (Shipmates Forever), regia di Frank Borzage (1935)
- Desiderio (Desire), regia di Frank Borzage (1936)
- Hearts Divided, regia di Frank Borzage (1936)[1]
- La luce verde (Green Light), regia di Frank Borzage (1937)[1]
- La grande città (Big City), regia di Frank Borzage (1937)[1]
- La donna che voglio (Mannequin), regia di Frank Borzage (1937)[1]
- Ossessione del passato (The Shining Hour), regia di Frank Borzage (1938)[1]
- L'isola del diavolo (Strange Cargo), regia di Frank Borzage (1940)[1]
- Bufera mortale (The Mortal Storm), regia di Frank Borzage (1940)[1]
- Ritorna se mi ami (Flight Command), regia di Frank Borzage (1940)[1]
- Catene del passato (Smilin' Through), regia di Frank Borzage (1941)
- The Vanishing Virginian, regia di Frank Borzage (1942)
- 7 ragazze innamorate (Seven Sweethearts), regia di Frank Borzage (1942)
- La taverna delle stelle (Stage Door Canteen), regia di Frank Borzage (1943)
- Non ti appartengo più (I've Always Loved You), regia di Frank Borzage (1946)
- Questo è il mio uomo (That's My Man), regia di Frank Borzage (1947)
- Bambola cinese (China Doll), regia di Frank Borzage (1958)

### Sceneggiatore
- Nugget Jim's Pardner, regia di Frank Borzage – cortometraggio (1916)
- Enchantment, regia di Carl M. Leviness – cortometraggio (1916)
- The Pride and the Man, regia di Frank Borzage (1916)
- Dollars of Dross, regia di Frank Borzage (1916)
- L'uomo che amo (History Is Made at Night), regia di Frank Borzage (1937)[1]
- La donna che voglio (Mannequin), regia di Frank Borzage (1937)[1]

## Riconoscimenti
- Premio Oscar
  - 1929 – Miglior regista per un film drammatico per Settimo cielo
  - 1932 – Miglior regia per Bad Girl
- Mostra internazionale d'arte cinematografica di Venezia
  - 1935 – Coppa del Partito Nazionale Fascista per il miglior film straniero per I ragazzi della via Paal
  - 1935 – Candidatura per il premio al miglior film straniero per I ragazzi della via Paal
- Directors Guild of America Award
  - 1961 – Premio D.W. Griffith alla carriera